# Ulfborg-Vemb Kommune
| Strukturdaten       | Strukturdaten     |
| ------------------- | ----------------- |
| Sitz der Verwaltung | Ulfborg           |
| Fläche              | 225,51 km²        |
| Einwohner           | 6.938 (2006)      |
| Kommune seit 2007   | Holstebro Kommune |

Ulfborg-Vemb Kommune war bis Dezember 2006 eine dänische Kommune im damaligen Ringkjøbing Amt in Jütland. Seit Januar 2007 ist sie zusammen mit der “alten” Holstebro Kommune und der Vinderup Kommune Teil der neuen Holstebro Kommune.
Ulfborg-Vemb Kommune entstand im Zuge der Verwaltungsreform von 1970 und umfasste folgende Sogn:
- Bur Sogn
- Gørding Sogn
- Husby Sogn
- Madum Sogn
- Staby Sogn
- Sønder Nissum Sogn
- Ulfborg Sogn
- Vemb Sogn